# Łuczak

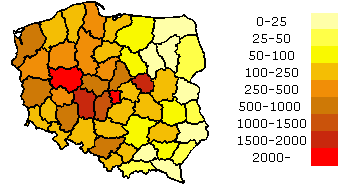
Osoby o nazwisku Łuczak według województw (1975-99).
Opracowano według książki "Nazwiska Polaków. Słownik historyczno-etymologiczny" autorstwa Kazimierza Rymuta

Łuczak (forma żeńska: Łuczak/Łuczakowa, w liczbie mnogiej: Łuczakowie) – nazwisko polskie, którym posługuje się ponad 20 tysięcy osób.
Geneza nazwiska jest trudna do ustalenia. Może ono pochodzić od staropolskiego słowa łuczyć, co znaczy rzucać do celu, ugodzić. Możliwy jest jednak związek z imionami z rdzeniem łucz-, np. staropolskie Łuczaj (współcześnie Lucjan), Łukasz bądź Łucja.
Blisko 70% noszących to nazwisko mieszka na terenie od ziemi lubuskiej przez Wielkopolskę do Warszawy.

## Wybrane osoby noszące nazwisko Łuczak
- Aleksander Łuczak, polityk, były przewodniczący KRRiT
- Alojzy Andrzej Łuczak, muzyk, animator kultury, były dyrektor Filharmonii Poznańskiej
- Agnieszka Łuczak, współautorka podręczników do szkół podstawowych, klas 3-6 – "Między Nami"
- Andrzej Łuczak, szachista, mistrz międzynarodowy
- Andrzej Krzysztof Łuczak, nauczyciel akademicki, animator kultury, prezes Łódzkiego Towarzystwa Przyjaciół Książki
- Beata Łuczak, aktorka
- Czesław Łuczak, historyk, rektor Uniwersytetu Adama Mickiewicza w Poznaniu
- Igor Łuczak, pływak, olimpijczyk z Barcelony (IO 1992)
- Jacek Łuczak, profesor nauk medycznych
- Jacek Łuczak, aktor filmowy i teatralny
- Jacek Łuczak, muzyk, gitarzysta, twórca piosenki autorskiej
- Jacek Łuczak, rzeźbiarz polski
- Lesław Augustyn Łuczak, menedżer, inżynier, prezes zarządu PROMAG SA
- Krystian Łuczak, polityk, poseł na sejm V kadencji
- Krzysztof Łuczak, były lekkoatleta, skoczek w dal
- Maciej Łuczak (1967), polityk, senator IX-X kadencji III RP
- Marek Łuczak (1972–2018), duchowny katolicki, doktor habilitowany nauk teologicznych.
- Marek Łuczak, szczeciński historyk, policjant
- Michał Łuczak, przewodniczący Sejmiku Województwa Zachodniopomorskiego
- Mieczysław Łuczak, polityk, poseł na sejm V kadencji
- Oliwia Łuczak, bokserka polsko-niemiecka
- Peter Luczak (Piotr Łuczak), australijski tenisista polskiego pochodzenia, reprezentant Australii w Pucharze Davisa
- Szczepan Łuczak, leśnik, ofiara zbrodni katyńskiej
- Wojciech Łuczak, piłkarz
- Zbigniew Łuczak, polityk, samorządowiec, przedsiębiorca